# Rhinotropis minutifolia
Rhinotropis minutifolia är en jungfrulinsväxtart som först beskrevs av Joseph Nelson Rose, och fick sitt nu gällande namn av J.R.Abbott. Rhinotropis minutifolia ingår i släktet Rhinotropis och familjen jungfrulinsväxter. Inga underarter finns listade i Catalogue of Life.